# Coreia do Norte nos Jogos Olímpicos de Verão de 2000
A Coreia do Norte participou dos Jogos Olímpicos de Verão de 2000 em Sydney, Austrália.